# جینی تایلر
جینی تایلر (انگلیسی: Ginny Tyler؛ ۸ اوت ۱۹۲۵ – ۱۳ ژوئیهٔ ۲۰۱۲) بازیگر و صداپیشه اهل ایالات متحده آمریکا بود. وی بین سال‌های ۱۹۳۷ تا ۱۹۹۳ میلادی فعالیت می‌کرد و در سال ۲۰۰۶ یکی از اسطوره‌های دیزنی نامیده شد.
از فیلم‌ها یا برنامه‌های تلویزیونی که وی در آن نقش داشته است، می‌توان به مری پاپینز، دکتر دولیتل و ماجراهای گالیور اشاره کرد.